# Saison 1968-1969 de snooker
Navigation
1969-1970
La saison 1968-1969 de snooker est la 1re saison de snooker. Elle comprend 4 tournois professionnels organisés entre juillet 1968 et mars 1969.

## Nouveautés
- Contrairement aux années précédentes, le championnat du monde se déroule sous un format à élimination directe.

## Calendrier
| Dates (mois-jour) | Dates (mois-jour) | Tournoi                            | Lieu       | Site                     | Vainqueur      | Finaliste      | Score | Références |
| 07–24             | 07–29             | Championnat du monde de match-play | Sydney     | St George Leagues Club   | Eddie Charlton | Rex Williams   | 43-30 |            |
| 07–??             | 07–??             | Championnat d'Australie            | Sydney     | Junior Rugby League Club | Warren Simpson | Eddie Charlton | 11–10 | [ 1 ]      |
| 01–??             | 01–??             | Pot Black                          | Birmingham | Studios Pebble Mill      | Ray Reardon    | John Spencer   | 1–0   | ,          |
| 11–18             | 03–22             | Championnat du monde               | Londres    | Victoria Hall            | John Spencer   | Gary Owen      | 37–24 | ,          |